# Naturschutzgebiet Biotopkomplex östlich Hallenberg
Das Naturschutzgebiet Biotopkomplex östlich Hallenberg mit einer Größe von 64 ha liegt südöstlich von Hesborn im Stadtgebiet von Hallenberg. Es wurde am 15. September 2004 mit dem Landschaftsplan Hallenberg durch den Hochsauerlandkreis als Naturschutzgebiet (NSG) ausgewiesen. Das NSG besteht aus vier Teilflächen.

## Gebietsbeschreibung
Das NSG besteht aus extensivem Grünland, in dem sich Feuchtgrünland und Magerweiden finden. Im NSG liegt die Kuppe des Siegelsberges. Das Quellgebiet des Lehmbaches befindet sich im NSG.

## Tier- und Pflanzenarten im NSG
In dem Gebiet gibt es zahlreiche Hecken, wo neben anderen Arten der Neuntöter brütet.
Auswahl vom Landesamt für Natur, Umwelt und Verbraucherschutz Nordrhein-Westfalen dokumentierter Pflanzenarten im Gebiet: Acker-Hornkraut, Acker-Witwenblume, Ährige Teufelskralle, Aufgeblasenes Leimkraut, Bachbunge, Beifuß, Berg-Platterbse, Besenginster, Bitteres Schaumkraut, Blutwurz, Breitblättriger Thymian, Breitblättriges Knabenkraut, Brennender Hahnenfuß, Echte Schlüsselblume, Echtes Johanniskraut, Echtes Labkraut, Echtes Mädesüß, Feld-Ehrenpreis, Frühlings-Fingerkraut, Färber-Ginster, Gänseblümchen, Gamander-Ehrenpreis, Geflecktes Johanniskraut, Gegenblättriges Milzkraut, Gemeiner Hohlzahn, Gewöhnliche Pestwurz, Gewöhnlicher Gilbweiderich, Gewöhnlicher Natternkopf, Gewöhnliches Ferkelkraut, Ginster-Sommerwurz, Glattes Habichtskraut, Gras-Sternmiere, Großer Wiesenknopf, Hain-Gilbweiderich, Harzer Labkraut, Heide-Nelke, Herbstzeitlose, Holz-Apfel, Jakobs-Greiskraut, Kleine Bibernelle, Kleine Braunelle, Kleiner Baldrian, Kleiner Klappertopf, Kleiner Wiesenknopf, Kleines Habichtskraut, Kletten-Labkraut, Knolliger Hahnenfuß, Knäuel-Hornkraut, Kriechende Hauhechel, Kriechender Günsel, Kriechender Hahnenfuß, Kuckucks-Lichtnelke, Körner-Steinbrech, Magerwiesen-Margerite, Moor-Labkraut, Moschus-Malve, Nickendes Leimkraut, Purgier-Lein, Quellen-Hornkraut, Quendel-Ehrenpreis, Rainfarn, Rapunzel-Glockenblume, Roter Fingerhut, Rundblättrige Glockenblume, Salbei-Gamander, Schlangen-Knöterich, Schmalblättriges Weidenröschen, Schmalblättriges Wollgras, Schneebeere, Schwarze Flockenblume, Schwarze Königskerze, Silber-Fingerkraut, Skabiosen-Flockenblume, Spitzlappiger Frauenmantel, Sumpf-Dotterblume, Sumpf-Labkraut, Sumpf-Pippau, Sumpf-Schachtelhalm, Sumpf-Vergissmeinnicht, Teich-Schachtelhalm, Teufelsabbiss, Vogel-Wicke, Wald-Ehrenpreis, Wald-Engelwurz, Wald-Läusekraut, Wasserdost, Wasserpfeffer, Weiße Taubnessel, Weißes Labkraut, Wiesen-Bocksbart, Wiesen-Bärenklau, Wiesen-Flockenblume, Wiesen-Kerbel, Wiesen-Kümmel, Wiesen-Labkraut, Wiesen-Platterbse, Wiesen-Schaumkraut, Wirbeldost, Zaun-Wicke.

## Schutzzweck
Das NSG soll das Grünland mit ihrem Arteninventar schützen. Zur Erhaltung und Entwicklung von Lebensgemeinschaften und Lebensstätten wildlebender, teils gefährdeter Arten, von Tier- und Pflanzenarten beizutragen. Wie bei allen Naturschutzgebieten in Deutschland wurde in der Schutzausweisung darauf hingewiesen, dass das Gebiet „wegen der Seltenheit, besonderen Eigenart und Schönheit des Gebietes“ als Naturschutzgebiet ausgewiesen wurde. Laut der NSG-Ausweisung wurde das Gebiet auch ausgewiesen, um zur Sicherung des ökologischen Netzes Natura 2000 der Europäischen Union im Sinne der Fauna-Flora-Habitat-Richtlinie beizutragen.

## Lage der Teilgebiete
- 51° 7′ 17″ N, 8° 37′ 24″ O – Grünland nordöstlich von Hallenberg
- 51° 6′ 58″ N, 8° 37′ 33″ O – Grünland östlich von Hallenberg}
- 51° 7′ 6″ N, 8° 37′ 53″ O – Grünland am Siegelsberg
- 51° 6′ 47″ N, 8° 38′ 26″ O – Grünland am Lehmbach